# よこはま・しんやました海の駅
よこはま・しんやました海の駅は、横浜市中区にある海の駅。登録は平成18年3月20日。

## 概要
- 所在地 - 横浜市中区新山下町3-4-17
- 公式サイト - 横浜 オリエンタル シーフード レストラン タイクーン【TYCOON】

## 桟橋
専用のビジター桟橋を持つ。係留無料。電話で問い合わせてから桟橋を利用する。
- 船で行けるレストランとして海の駅となっている[2]。

- 北緯35度26分31秒 東経139度39分40秒 / 北緯35.44194度 東経139.66111度
- 横浜東部 - 地理院地図
- タイクーン - Google マップ